# Нюнка, Владас Юозович
Вла́дас Юо́зович Ню́нка (лит. Vladas Niunka; 17 августа 1907, Байсогала Ковенской губернии Российской империи (ныне Шяуляйский уезд Литвы) — 26 декабря 1983, Вильнюс, Литовская ССР, СССР) — советский литовский государственный и партийный деятель, идеолог, учёный. Автор ряда книг, брошюр и статей, посвященных критике современного клерикализма, идеологии и политики католицизма. Академик Академии наук Литовской ССР.

## Биография
Окончил Шяуляйскую мужскую гимназию. С 1925 года включился в революционную деятельность. Член Коммунистической партии Литвы с 1928 года. После репрессий, последовавших за военным переворотом в Литве, в 1928 за коммунистическую деятельность был арестован. Находился в заключении в Варняйском лагере до 1931 года. После освобождения работал преподавателем вечерней гимназии в Каунасе, затем — редактором газеты «Революционный рабочий» («Revoljucinis darbinikas»), был членом редакции газеты «Tiesa».
В 1936 году окончил юридический факультет каунасского Университета Витовта Великого. В 1937 году был избран членом ЦК КП (б) Литвы. Совершил несколько поездок в СССР.
После принятого правительством Литвы в ноябре 1936 года закона, направленного на подавление нараставшего революционного движения, В. Нюнка вновь был арестован и в 1938—1940 годах находился в Димитравском лагере принудительных работ.
После присоединения Прибалтики к СССР в июле 1940 года был назначен председателем Главной избирательной комиссии в Народный Сейм.
18 августа 1940 года назначен редактором газеты «Liaudies balsas» (выходила 16-25 июня 1940 года), сменившей название на «Tiesa» (с 26 июня 1940 года; литовский аналог газеты «Правда»).
С августа 1940 по май 1942 года — прокурор Литовской ССР.
Быстро продвинулся по партийной лестнице. С января 1943 был заместителем заведующего Отделом пропаганды и агитации ЦК КП (б) Литвы. Через год стал вторым секретарём ЦК КП (б) Литвы.
С августа 1944 по сентябрь 1961 — член Бюро, секретарь ЦК КП (б) — КП Литвы.
После окончания Великой Отечественной войны, с января 1945 по ноябрь 1948 года работал заместителем председателя Совета Народных Комиссаров — Совета Министров Литовской ССР.
С ноября 1948 по февраль 1949 года — секретарь ЦК КП(б) Литвы по пропаганде. В 1948 году был назначен министром просвещения Литовской ССР. С 1955 по 1963 годы — председатель Верховного Совета Литовской ССР.
В 1961 году был освобождён от партийной работы и назначен главным редактором журнала «Коммунист Литвы» (до 1970). С 1970 года — председатель общества «Žinija» («Знание»).
Преподавал в Вильнюсском университете.
Депутат Верховного Совета СССР 2, 3, 4 и 5-го созывов.
В 1962 году был избран членом-корреспондентом Академии наук Литовской ССР, позже — академик Академии наук Литовской ССР. С 1968 года — действительный член АН СССР, с 1970 года — секретарь отделения социальных наук академии.
Похоронен на Антакальнисском кладбище.

## Награды
- 2 ордена Ленина (в том числе 08.04.1947)
- орден Октябрьской Революции (16.08.1977)
- орден Отечественной войны 2-й степени
- орден Трудового Красного Знамени
- медали

## Избранные труды
- «Nuo Vatikano Pirmojo iki Vatikano Antrojo» (1963);
- «Socialiniai katalikybės mitai» (1965);
- «Vatikanas ir antikomunizmas» ;
- «Национально-освободительное движение и религия» (1972);
- «Klerikalinės partijos ir Vatikanas» (1974);
- «Современный Ватикан» (1980).